# Peter Onu
Peter Onu (29 avril 1931 - 17 janvier 1997) est un diplomate et philanthrope nigérian. Il a accède au poste d'ambassadeur alors qu'il était secrétaire général adjoint de l'Organisation de l'unité africaine. Il a également été responsable politique de l'ambassade du Nigéria à Moscou, puis Secrétaire général par intérim de l'Organisation de l'unité africaine entre 1983 et 1985. Il a succédé à Edem Kodjo de l'OUA. Il a fait ses études à l'Université du Nigeria, Nsuka. Il a construit une bibliothèque juridique dans l'État de Lagos, au Nigeria. Jusqu'à sa mort, il a été le conseiller de quelques chefs d'État militaires du Nigeria.